# Nesocordulia spinicauda
Nesocordulia spinicauda – gatunek ważki z rodziny Synthemistidae. Endemit Madagaskaru; znany z nielicznych stwierdzeń w okolicach Tôlanaro (dawniej Fort-Dauphin) w południowo-wschodniej części wyspy.